# Donald T. Campbell
Donald Thomas Campbell (* 20. November 1916 in Grass Lake (Michigan); † 6. Mai 1996 in Bethlehem (Pennsylvania)) war ein US-amerikanischer Psychologe. Daneben hat Campbell wichtige Arbeiten in der Soziologie, Methoden der Soziologie und Wissenschaftsphilosophie veröffentlicht.

## Leben
Donald Campbell wurde am 20. November 1916 in Grass Lake (Michigan) als Sohn eines Landwirts geboren, der mit seiner Familie erst auf eine Viehranch in Wyoming und später nach Kalifornien zog. Nach Abschluss der Highschool, 1934, verbrachte Campbell ein Jahr als Farmarbeiter, bevor er sein Studium am San Bernardino Valley Union Junior College aufnahm und 1937 an der University of California, Berkeley fortsetzte. Er schloss sein Studium gemeinsam mit seiner jüngeren Schwester Fayette als Klassenbester im Jahrgang 1939 mit einem Bachelor of Arts ab. Er praktizierte als Psychologe von 1941 bis 1943, wurde dann zum Militärdienst im Zweiten Weltkrieg einberufen. Er diente in der U. S. Navy Reserve und wurde bis zum Leutnant befördert. 1947 promovierte er in Psychologie an der University of California, Berkeley.
Er übernahm eine Stelle an der Ohio State University (1947–1950), wechselte an die University of Chicago (1950–1953), und fand dann seine berufliche Heimat in der Fachschaft Psychologie der Northwestern University. Bis 1958 arbeitete er als Assistant Professor, erhielt dann die volle Professur und von 1973 bis 1979 die Morrison Professur. In 26 Jahren an der Northwestern schrieb Campbell die bekanntesten seiner einschlägigen Arbeiten. Zusätzlich hielt Campbell 1954 eine Gastprofessur an der Yale University. 1965/66 wurde er Fellow im Center for Advanced Study in the Behavioral Sciences in Stanford, Kalifornien. und 1977 noch eine Gastprofessur für Psychologie und soziale Beziehungen an der Harvard University.
1979 beschloss Campbell diese Phase seines Lebens und akzeptierte die New York State Board of Regents Albert Schweitzer Professorship an der Syracuse University. 1982 verließ er New York und übernahm die Professur für Social Relations, Psychology, and Education an der privaten Lehigh University. Dort wurde er aufgrund seiner Beiträge zu so vielen verschiedenen Gebieten nur als „Universitätsprofessor“ geführt und den Fachschaften Psychologie, Soziologie, Anthropologie und Erziehungswissenschaften zugeordnet. Daneben wären auch die Fachschaften für Biologie, Wissenschaftsphilosophie und Marktforschung in Frage gekommen. 1994 ging Campbell im Alter von 77 Jahren in einen Quasi-Ruhestand.
1966–1967 wurde Campbell zum Präsidenten der Midwestern Psychological Association gewählt, 1968–1969 zum Präsidenten der Division of Personality and Social Psychology der American Psychological Association (APA) und 1975 schließlich zum Präsidenten ebendieser APA.
Donald T. Campbell starb am 6. Mai 1996 an den Folgen einer Operation wegen Dickdarmkrebs in Bethlehem (Pennsylvania). Er hinterlässt seine Frau Barbara Frankel, eine emeritierte Professorin für Anthropologie, zwei Söhne aus einer früheren Ehe, Martin und Thomas, eine Schwester, Louise Silver, und zwei Enkel.

## Wirken
Campbells Forschungsgebiet war weder Soziologie noch Psychologie, sondern Wissen in all seinen Formen: Wie es erworben wird, woran es erkannt, wie es bewertet, vermittelt oder manchmal auch verloren wird. Bei aller ernstzunehmenden Wissenschaftlichkeit seiner Arbeiten verfügte Campbell über die schelmische Fähigkeit, zutreffende aber absurd klingende Namen zu erfinden. Diese teilweise deplatziert wirkenden Bezeichnungen, beispielsweise das „Fischschuppenmodell der Allwissenheit“ (The Fish Scale Model of Omniscience), blieben aber wegen der einfachen Eleganz der Aussage im Gedächtnis und setzten sich durch. Dabei untersuchte Campbell gar nicht Wissen an sich, sondern falsches Wissen, also die Vorurteile und Wahrnehmungsverzerrungen, die alles vergiften was sie berühren, von Beziehungen zwischen Menschen bis zu akademischen Disziplinen, wo Theorien aufrechterhalten werden, um althergebrachte Ansprüche zu erhalten.
Drei Arbeiten begründen Campbells wissenschaftlichen Ruhm. 1959 veröffentlichte er seine erste Arbeit zur Multitrait-Multimethod-Matrix und auch zur evolutionären Erkenntnistheorie und 1963 folgte die Arbeit zu den Quasi-Experimenten. Diese drei Arbeiten arbeitete er in weiteren Schriften aus und führten später zu den meisten Ehrungen und Auszeichnungen, die er erhielt.
Campbells Arbeit zu Quasi-Experimentation bildet eine unersetzliche Grundlage für die Vorbereitung von Experimenten in den Humanwissenschaften. Die ursprüngliche Arbeit mit dem Statistiker Julian C. Stanley (Experimentation and Quasi Experimental Designs for Research, 1963) vertiefte Campbell gemeinsam mit Thomas D. Cook (Quasi-Experimentation: Design and Analysis Issues for Field Settings, 1979). Bei dem Grundlagenwerk handelt es sich um die statistischen Grundlagen für wirklich zufallsbasierte wissenschaftliche Studien, die im wirklichen Leben nur näherungsweise ermittelt werden können. Sowohl die Sprache als auch der Inhalt dieser Arbeit bleibt bis zum aktuellen Tag relevant für die Forschung.
Gemeinsam mit Donald W. Fiske erfand er die Methode der Multitrait-Multimethod-Matrix zur Überprüfung der Konstruktvalidität. Der Artikel, in dem sie diese Methode vorstellen, gehört zu den meistzitierten der Sozialwissenschaften.
Campbell prägte den Begriff der evolutionären Erkenntnistheorie (evolutionary epistemology), der Ausdehnung der Darwinschen Evolutionstheorie auf die Entwicklung von kognitiven Mechanismen, und einer Verallgemeinerung von Karl Poppers Falsifikationismus. Auf ihn geht auch die Bezeichnung Hypothetischer Realismus zurück. In diesem Bereich gehen die Konzepte der „blinden Selektion und selektiven Retention“ (Blind Variation and Selective Retention (BVSR)) sowie der „mittelbaren Selektion“ (vicarious selectors) auf ihn zurück, mit denen er erklärte, wie aus ursprünglich blinden Versuchen intelligenzgesteuerte Suchen mit früher entwickeltem Wissen entstehen können. Diese Arbeit brachte Campbell in enge Bekanntschaft mit Karl Popper, Michael Polanyi, W. V. Quine, und Konrad Lorenz. Die Zusammenfassung dieser Arbeiten vermittelte er 1977 anlässlich der William James Lectures an der Harvard University. Sein Vertrauen in Experimente und empirische Arbeit brachten ihm den Ruf eines Positivisten ein, tatsächlich aber vertrat Campbell eine Erkenntnistheorie (Epistemologie), in der bessere Ergebnisse andere, schlechtere ablösen.
Daneben entwickelte er eine selektionsbasierte Theorie der Kreativität auf Basis der Abwärtskausalität (downward causation), einem anderen von ihm geprägten Begriff. Um Forschungsergebnisse valide interpretieren zu können, plädierte er dafür, denselben Gegenstand mit verschiedenen Methoden zu untersuchen – ein Vorgehen, das er mit der Metapher Triangulation bezeichnete.
Campbell hatte einen starken Einfluss auf die metaphysische Periode von Karl Popper, der „die fast vollständige, bis ins kleinste Detail gehende Übereinstimmung zwischen Campbells Ansichten und meinen eigenen“ betonte.
1981 führte er gemeinsam mit Robert C. Jacobs das Experiment von Jacobs und Campbell über die Kulturtradition durch.

## Ehrungen
Campbell wurde mit dem APA Award for Distinguished Scientific Contributions to Psychology (1970), dem Kurt Lewin Memorial Award (1974) und dem Distinguished Scientist Award of the Society of Experimental Social Psychology (1988) geehrt. Er hielt 1977 die William James Lectures der Harvard University und war ein Mitglied der American Academy of Arts and Sciences, der National Academy of Sciences und der American Philosophical Society. Mindestens 17 Autoren widmeten Campbell ein Buch. 1981 wurde eine Festschrift zu Campbells Ehren aufgelegt (Marilynn B. Brewer und Barry E. Collins (Hrsg.), (1981). Scientific Inquiry and the Social Sciences: A Volume in Honor of Donald T. Campbell. San Francisco: Jossey-Bass.)
Er wurde mit Ehrendoktortiteln der University of Michigan (Doctor of Law, 1974), University of Florida (Doctor of Science, 1975), University of Chicago (Doctor of Social Sciences, 1978), University of Southern California (Doctor of Science, 1979), Northwestern University (Doctor of Science, 1983) und der Universität Oslo (Philosophie, 1986) geehrt. In seinem Namen wurden von der Society for Personality and Social Psychology, der Policy Studies Organization, der Fachschaft für Soziologie und Anthropologie der Lehig University und dem Center for Advanced Study in the Behavioral Sciences Preise und Fellowships gestiftet.

## Nach Campbell benannte Preise
Zwei Preise wurden nach Campbell benannt: Der seit 1980 vergebene Donald T. Campbell Award der APA und ab 1983 der von der Policy Studies Organization initiierte The Donald Campbell Award.